# Horacio Sosa Villavicencio
Horacio Sosa Villavicencio  (San Bartolo Coyotepec, Oaxaca; 26 de enero de 1974) es un político mexicano ambientalista de izquierda, actualmente diputado local por el Distrito XVI en la LXIV Legislatura (2018-2021) del Congreso del Estado de Oaxaca, por el partido Movimiento Regeneración Nacional.  Fue preso político durante el gobierno de Felipe Calderón Hinojosa. Fue presidente municipal.  Como abogado ha sido asesor jurídico de ayuntamientos y agencias municipales, principalmente en procesos de justicia distributiva, y desde el activismo social ha litigado asuntos de carácter agrario.
Horacio Sosa Villavicencio es abogado por la Facultad de Derecho y Ciencias Sociales de la Universidad Autónoma Benito Juárez de Oaxaca.

## Participación social y política
En los años 90 fue consejero estatal del Partido de la Revolución Democrática (PRD).
En 1999 participó en la fundación de Nueva Izquierda Oaxaqueña, organización popular filial al PRD dedicada a gestionar mejores condiciones de vida para las comunidades mediante la movilización social.
En 2003 participó en la fundación del partido político indígena Unidad Popular, fruto de la coordinación entre Nueva Izquierda Oaxaqueña y el Movimiento de Unificación y Lucha Triqui (MULT).
Fue promotor del voto por Andrés Manuel López Obrador, entonces candidato presidencial por el Partido de la Revolución Democrática, en el distrito electoral 9 del estado de Oaxaca, en las elecciones federales de 2006 y de 2012.
Fue promotor de la creación del Movimiento Regeneración Nacional (Morena) desde 2011 y fundador de ese partido en 2014.
En 2008, al salir de la cárcel, participó en la fundación de Comuna Oaxaca, organización social principalmente promotora de derechos económicos, sociales y culturales de pueblos y comunidades de Oaxaca desde la acción popular.

## Prisión política
Horacio Sosa Villavicencio participó de manera activa en el movimiento social de Oaxaca de 2006, que buscaba la caída del entonces gobernador Ulises Ruiz Ortiz.  Por ese motivo fue detenido junto con los activistas César Mateos, Marcelino Coache Verano e Ignacio García Maldonado, y su hermano Flavio Sosa Villavicencio, también participante en el movimiento social, todos integrantes de la Asamblea Popular de los Pueblos de Oaxaca.  A Horacio Sosa se le acusó de la privación ilegal de la libertad, lesiones calificadas y robo con violencia en contra de dos agentes de la Policía Ministerial del Estado que de manera ilegal irrumpieron en el domicilio particular de Flavio. Estuvo internado en el penal de máxima seguridad del Altiplano, en Almoloya, estado de México. Fue liberado, absuelto de todos los cargos, el 19 de noviembre de 2007.

## Presidente municipal
Horacio Sosa Villavicencio fue presidente municipal de San Bartolo Coyotepec, su pueblo natal, en el periodo 2011-2013.  Fue electo mediante asamblea, bajo el sistema normativo indígena que rige en esa comunidad zapoteca.
En ese cargo, sus acciones centrales fueron relacionadas con el cuidado del medio ambiente en el municipio, lo que de acuerdo con él fue “una apuesta para mejorar la calidad de vida de sus habitantes y también para ampliar la posibilidad de que las siguientes generaciones cuenten con los beneficios de la naturaleza”.  En esa línea se ubican las acciones de reforestación, en las que fueron sembrados más de 60 mil árboles; la reactivación de un vivero comunitario; la captación de agua de lluvia, la retención de agua y la recarga de acuíferos, mediante la revegetación de laderas y cauces de barrancas, y la optimización del agua.
También en la línea ambiental, durante su administración se realizó un programa para el manejo integral de los residuos sólidos municipales, formulado y ejecutado desde la perspectiva comunitaria, que incluyó la separación de desechos, la producción y explotación de lombricomposta y el reciclaje de inorgánicos, así como la prohibición de usar embalajes de poliestireno expandido (unicel) y trastes desechables de plástico.
Igualmente promovió la creación y presidió el Frente de Presidentes Municipales y Comisariados Ejidales de la Cuenca Baja del Río Atoyac, articulación de 17 ayuntamientos que buscó soluciones comunitarias para la rehabilitación del Río Atoyac, y que a su vez se coaligó con diversas organizaciones de la sociedad civil.
Por su programa Municipio Ambientalmente Responsable, el ayuntamiento presidido por Horacio Sosa recibió el premio nacional “Gobierno y Gestión Local 2013”, otorgado por el Centro de Investigación y Docencia Económica (CIDE), la Universidad de Guadalajara, el Colegio de la Frontera Norte y el Fondo de Información y Documentación para la Industria (Infotec), de Conacyt.
Otra línea de acción al frente del ayuntamiento fue la promoción de la economía de las familias artesanas, mediante la promoción de las artesanías a través de ferias.  Desde la Presidencia Municipal gestionó que el gobierno del estado nominara a las y los artesanos de barro negro de San Bartolo Coyotepec para el Premio Nacional de Ciencias y Artes, que finalmente recibieron en 2011.

## La prohibición de plásticos
La medida legislativa más conocida del diputado Horacio Sosa Villavicencio es la prohibición de productos desechables de plástico, que ha generado tanto reacciones de apoyo, como manifestaciones de oposición y medidas legales con la intención de detenerla.  La reforma legal pretende evitar los daños al medio ambiente generados por PET y unicel, y espera reducir mínimo 69.8% la contaminación plástica en el estado.
El 10 de abril de 2019, el Congreso del Estado de Oaxaca emitió el decreto 629, por el cual aprobó una serie de medidas que habían sido propuestas por el diputado Horacio Sosa Villavicencio. Dichas reformas establecen, entre otros aspectos, la prohibición de vender, distribuir o emplear envases de un solo uso elaborados con tereftalato de polietileno destinados al agua u otras bebidas, salvo que sean destinados para fines médicos, educativos o para la atención humanitaria, contenida en el artículo 98, fracción XI; la prohibición de vender, distribuir o usar envases, embalajes u otros productos de un solo uso elaborados con poliestireno expandido, contenida en el artículo 98, fracción XII, y la prohibición a las dependencias y entidades de los tres Poderes del Estado de Oaxaca, los gobiernos municipales, así como los órganos autónomos del Estado, para adquirir, usar o distribuir productos en envases o embalajes de un solo uso elaborados con tereftalato de polietileno, poliestireno expandido o polietileno, salvo que sean destinados a fines médicos o para la atención humanitaria, prevista en el artículo 68 bis.  El decreto contiene igualmente la prohibición de popotes y bolsas de plástico de un solo uso.
El decreto fue publicado el 22 de junio de 2019, pero posteriormente hubo una prórroga, de manera que la prohibición entró en vigor el 25 de octubre de 2020.
La medida fue celebrada en Oaxaca por distintos organismos civiles, organizaciones indígenas y espacios académicos; en el país se pronunciaron a favor Greenpeace y Oxfam México, al igual que en Europa el Grupo de los Verdes/Alianza Libre Europea (Greens/EFA), grupo político del Parlamento Europeo compuesto por las y los eurodiputados del Partido Verde Europeo (EGP) y la Alianza Libre Europea (EFA).
En contraparte, coaliciones empresariales interpusieron recursos legales para impedir la aplicación de las prohibiciones, entre ellas la Cámara Nacional de la Industria de la Transformación (Canacintra), la Industria Mexicana de Bebidas, la Cámara Nacional de Comercio en Pequeño y la Asociación Nacional de la Industria de Plástico. También lo hicieron la embotelladora de refrescos local Gugar, embotelladoras mexicanas como Peñafiel, poseedora de nueve marcas de bebidas y refrescos, y las representaciones en México de empresas transnacionales como FEMSA, filial mexicana de Coca Cola; Bonafont, filial de Danone y poseedora de marcas de agua purificada como Bonafont, Bonafont Levité, Bonafont Juizzy y Bonafont Kids; la embotelladora Aga, distribuidora de refrescos como Red Cola, Squirt, Sidral Aga y el agua mineral Skarch, y la embotelladora Gepp, empresa que manufactura sus propias marcas como EPura y mantiene alianzas con Gatorade, Lipton, Pepsi y 7up; es embotellador exclusivo de PepsiCo en México. Hasta finales de noviembre de 2020, los jueces federales habían negado todas las suspensiones provisionales solicitadas y se estaba en espera de las resoluciones de fondo.
Igualmente hubo manifestaciones callejeras contra la medida, realizadas por integrantes de la Confederación Nacional de Industriales de Metales y Recicladores (Conimer), en exigencia de derogar las prohibiciones al PET y al unicel.

## Presidente del Congreso local
De noviembre de 2019 a noviembre de 2020, Horacio Sosa Villavicencio fue presidente de la Junta de Coordinación Política del Congreso del Estado.  En ese periodo, el Congreso fue identificado en el resto del país por la aprobación de polémicas medidas legislativas promovidas desde la izquierda, como la Ley de Consulta Indígena, un paquete amplio de reformas a la ley electoral en materia de paridad y violencia política en razón de género, la creación de la Universidad Autónoma Comunal de Oaxaca, la prohibición de envases desechables de plástico y la prohibición de bebidas azucaradas y alimentos de alto contenido calórico a menores de edad.